# Opel Movano
Der Opel Movano ist ein mittelgroßer Transporter und war in den ersten beiden Generationen eine gemeinsame Entwicklung von Opel und Renault. Das Kooperationsmodell wurde in den ersten beiden Generationen in Batilly, Département Meurthe-et-Moselle (Frankreich) im Werk der Société des Véhicules Automobiles de Batilly (SOVAB) gemeinsam mit den baugleichen Renault Master und Nissan NV400 hergestellt. Nach der Eingliederung Opels in den Stellantis-Konzern wurde die technische Basis im Jahr 2021 auf den Sevel Süd umgestellt. Im Vereinigten Königreich wird der Movano als Vauxhall Movano verkauft.

## Movano A (1998–2010)
Die Produktion des ersten Movano wurde im November 1998 aufgenommen.
24 Jahre nach Einstellung der „Blitz“-Modellreihe und elf Jahre nach Einstellung des Opel Bedford Blitz in Deutschland stellte Opel damit einen Nachfolger vor, der auch als Vauxhall angeboten wurde.
Mit dem Opel Movano kam im Herbst 1998 ein mittelgroßer Transporter auf den Markt, den der Rüsselsheimer Autohersteller in Zusammenarbeit mit Renault und Nissan entwickelt hat. Der Movano A war demnach baugleich mit der zweiten Generation des Renault Master. Anfang 2002 kam mit dem Nissan Interstar ein weiterer Ableger des Opel Movano hinzu.

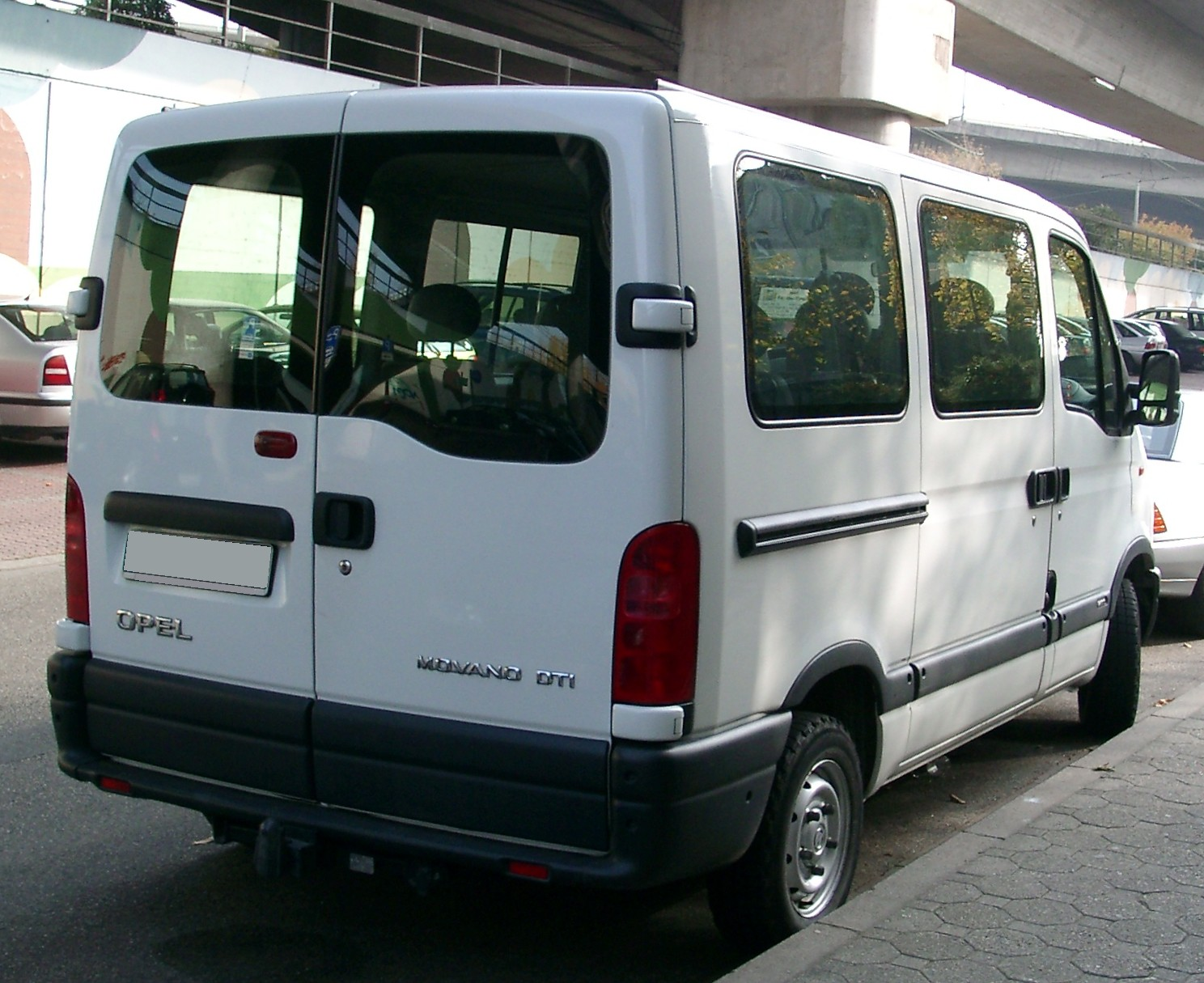
Heckansicht

### Modellpflege
Im Oktober 2003 wurde der Movano optisch überarbeitet. Er erhielt eine komplett neugestaltete Front sowie ein leicht modifiziertes Heck.
Die Modellpalette wurde durch zwei neue Common-Rail-Turbodieselmotoren mit 2,5 Liter 74 kW (101 PS) und einen 3,0 Liter mit 100 kW (136 PS) erweitert. Der 2.5 DTI mit 84 kW (114 PS) blieb weiter im Programm und wurde nun als CDTI vermarktet. Neben einem manuellen Fünfganggetriebe war nun auch ein automatisiertes Schaltgetriebe namens Tec-Shift erhältlich.

Der 2,5 Liter Common Rail-Turbodiesel wurde im Herbst 2006 mit zwei neuen Leistungsstufen angeboten, mit 88 kW (120 PS) und 107 kW (146 PS). Der 84 kW (114 PS) entfällt, weiterhin angeboten wird die 74-kW-Variante (101 PS) des 2.5 CDTI. Ebenfalls ersetzt wurde der 3.0 CDTI mit 100 kW (136 PS) durch den Leistungsstärkeren 2.5 CDTI mit 107 kW (145 PS).
Im Dezember 2009 wurde die Produktion eingestellt.

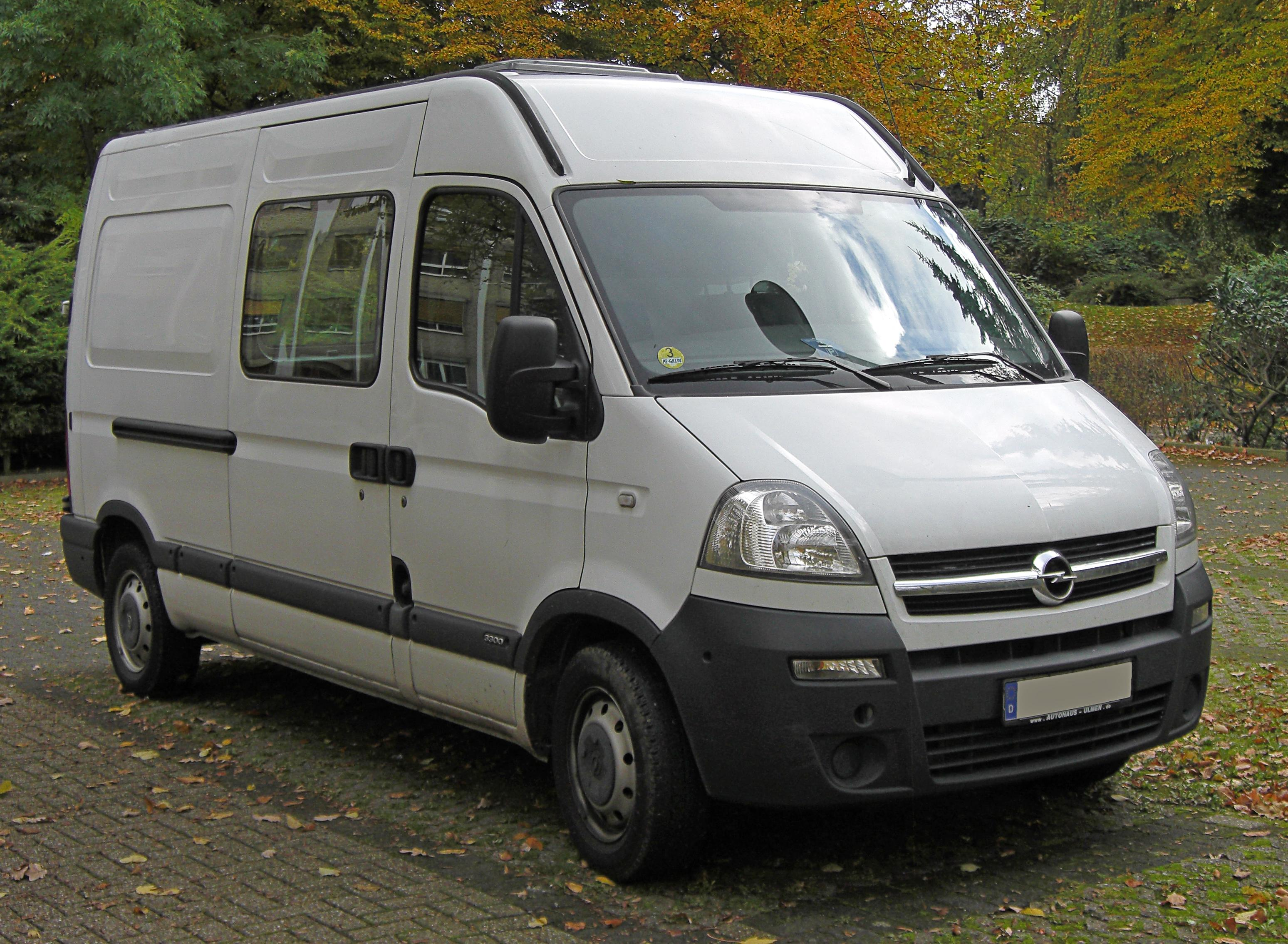
Opel Movano Kastenwagen (2003–2009)
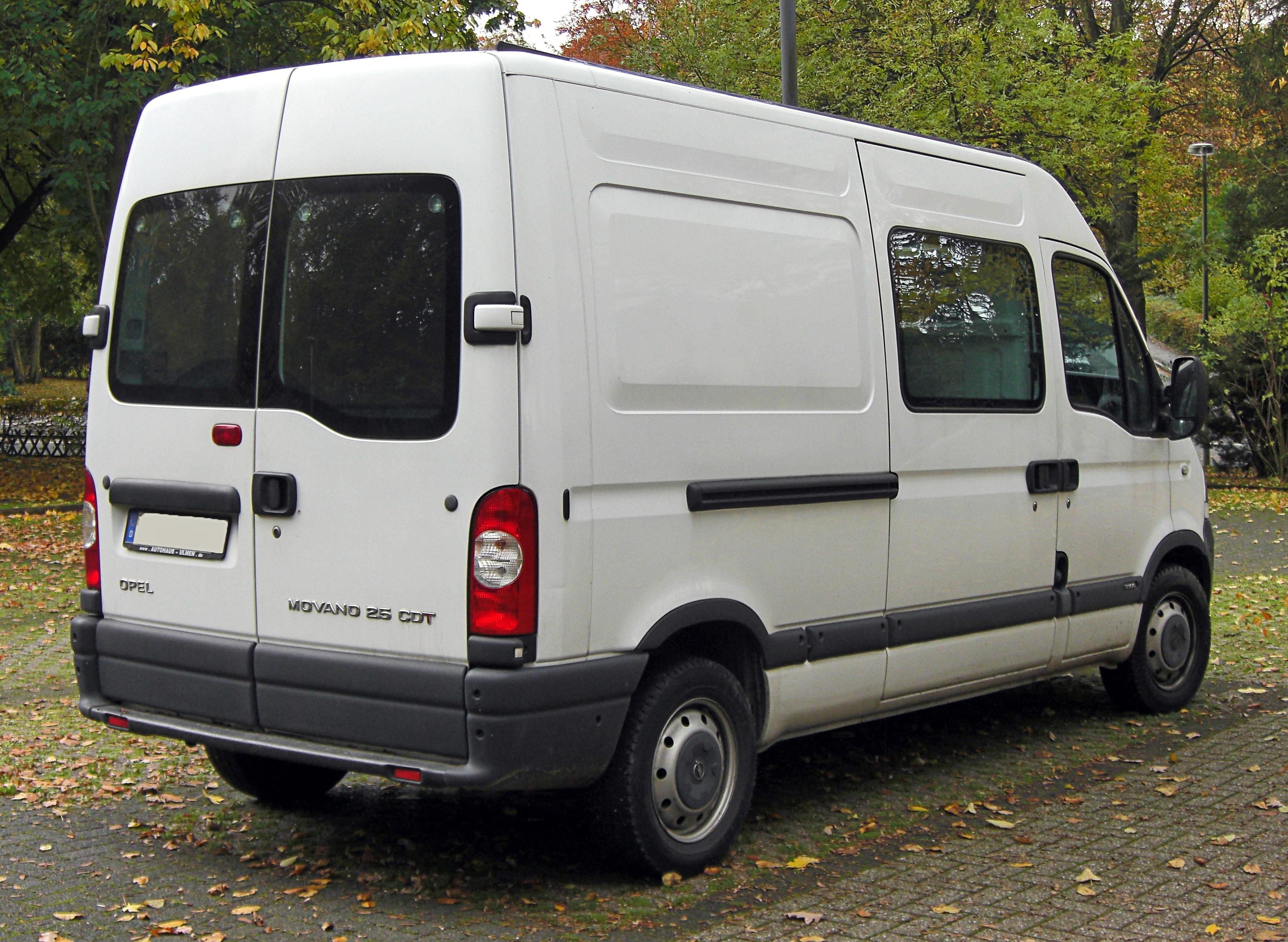
Heckansicht
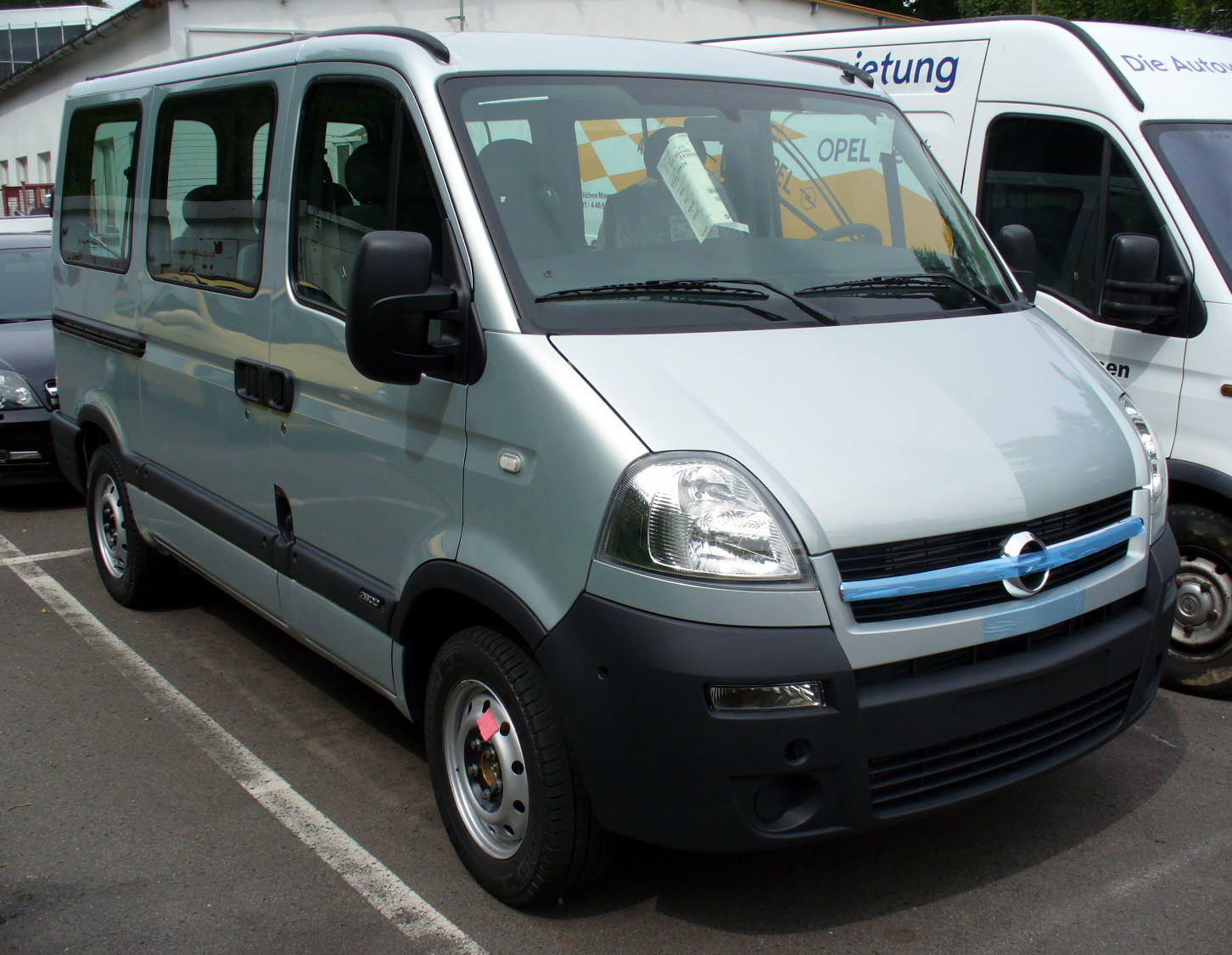
Opel Movano Kleinbus (2003–2009)

## Movano B (2010–2021)
Der erneut in Zusammenarbeit mit Renault und Renault-Nissan komplett neu entwickelte Movano B wurde ab Februar 2010 als Opel (und Vauxhall) hergestellt. Das Schwestermodell von Renault ist die dritte Generation des Renault Master. Nissan hat sein Modell analog zum NV200 nun Nissan NV400 genannt.
Es sind beim Kastenwagen vier unterschiedliche Längenvarianten erhältlich, kombiniert mit drei verschiedenen Höhen, wobei manche mit Frontantrieb, manche mit Hinterradantrieb erhältlich sind. So gibt es Frontantrieb mit den Varianten L1H1, L1H2, L2H2, L2H3, L3H2 und L3H3. Hinterradantrieb gibt es in den Versionen L3H2, L3H3, L4H2 und L4H3.
Der Movano B wird mit einem 2,3 Liter Common-Rail-Turbodiesel mit drei Leistungsstufen 74 kW (100 PS), 92 kW (125 PS) und 110 kW (150 PS) (bis 03/13: 107 kW (147 PS)) angeboten, alle Varianten sind mit einem manuellen Sechsganggetriebe ausgerüstet.
Im Dezember 2010 wurde das Modell wegen Problemen mit der Hinterachse und unzureichendem Halt der Sicherheitsgurte zurückgerufen.
Im Mai 2012 gelangten die überarbeiteten 2,3-Liter-Dieselmotoren mit 74 und 92 kW (100 und 125 PS) in den Verkauf. Dank Änderungen an Öl- und Servopumpe sowie der Motorsteuerung sind diese nun bis zu neun Prozent sparsamer als bislang. So verbraucht der Kastenwagen mit Frontantrieb nun nur noch 7,8 l Diesel (205 g CO2/km). Bluetooth-Technik und USB-Anschluss sind seither serienmäßig an Bord, während das Infotainmentsystem überarbeitet wurde.
Im Sommer 2014 bekam der Movano ein leichtes Facelift, bei dem die Infotainmentsysteme erneuert wurden, seitdem ist auch ESP serienmäßig.

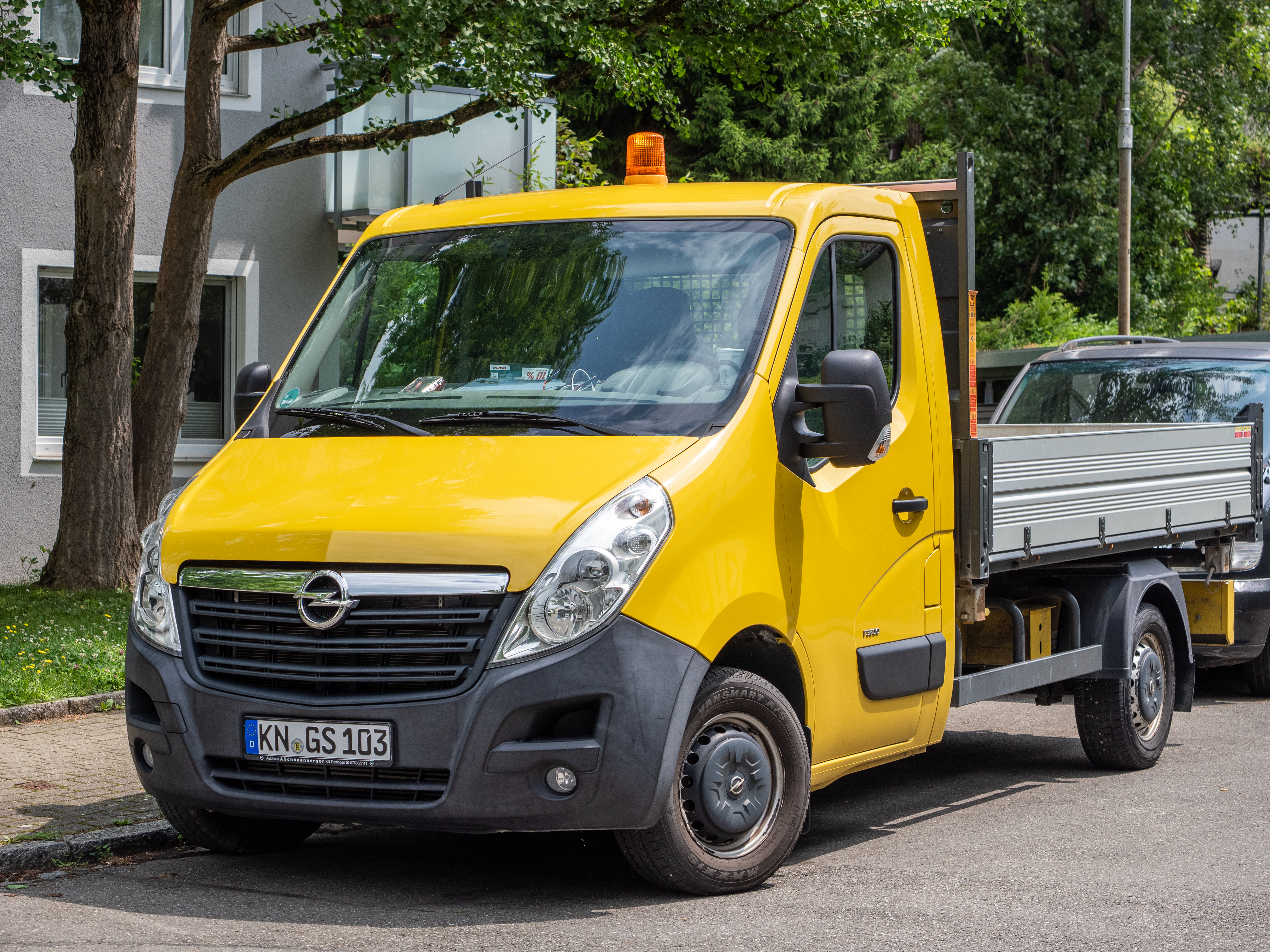
Movano F3500 Kipper
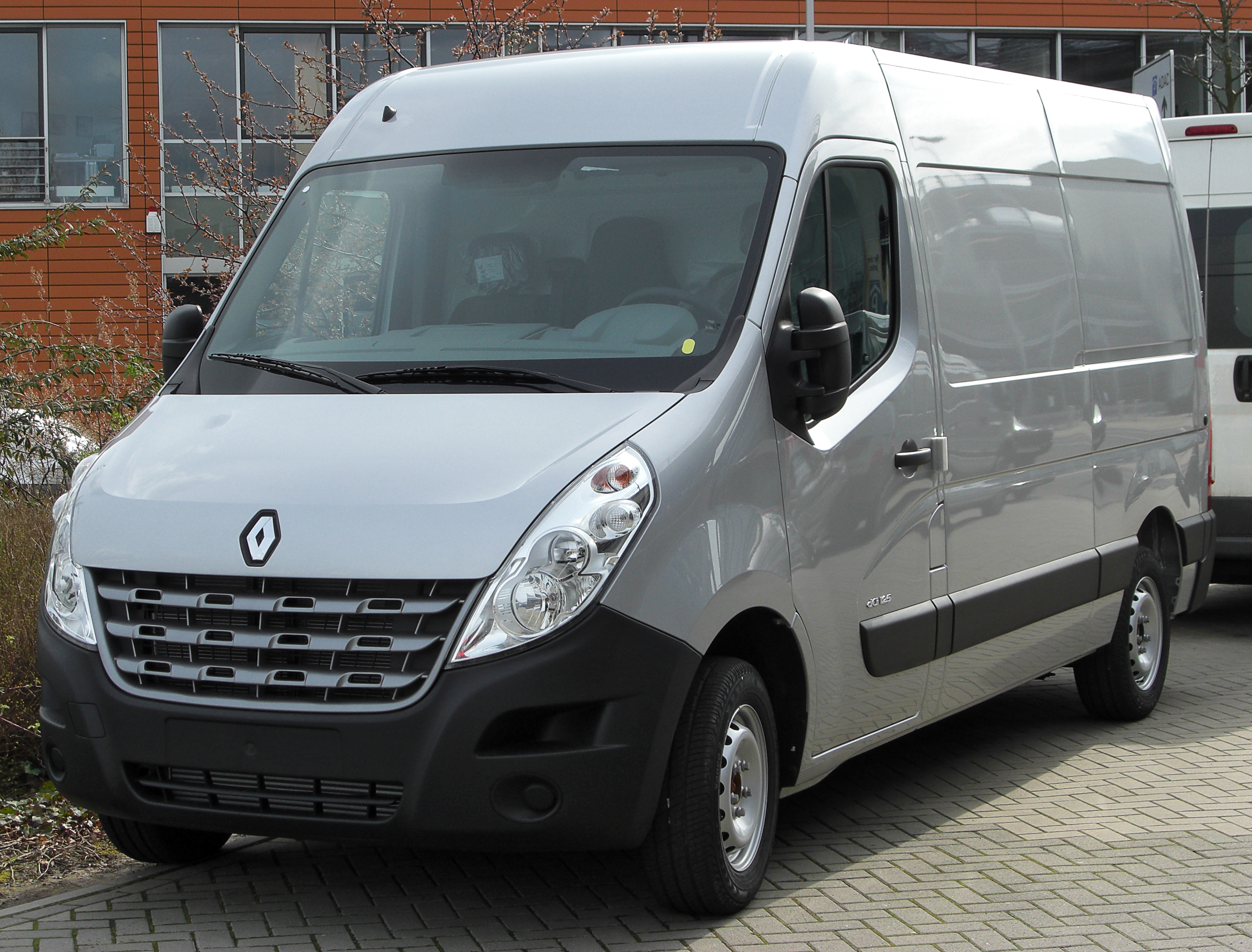
Schwestermodell: Renault Master III
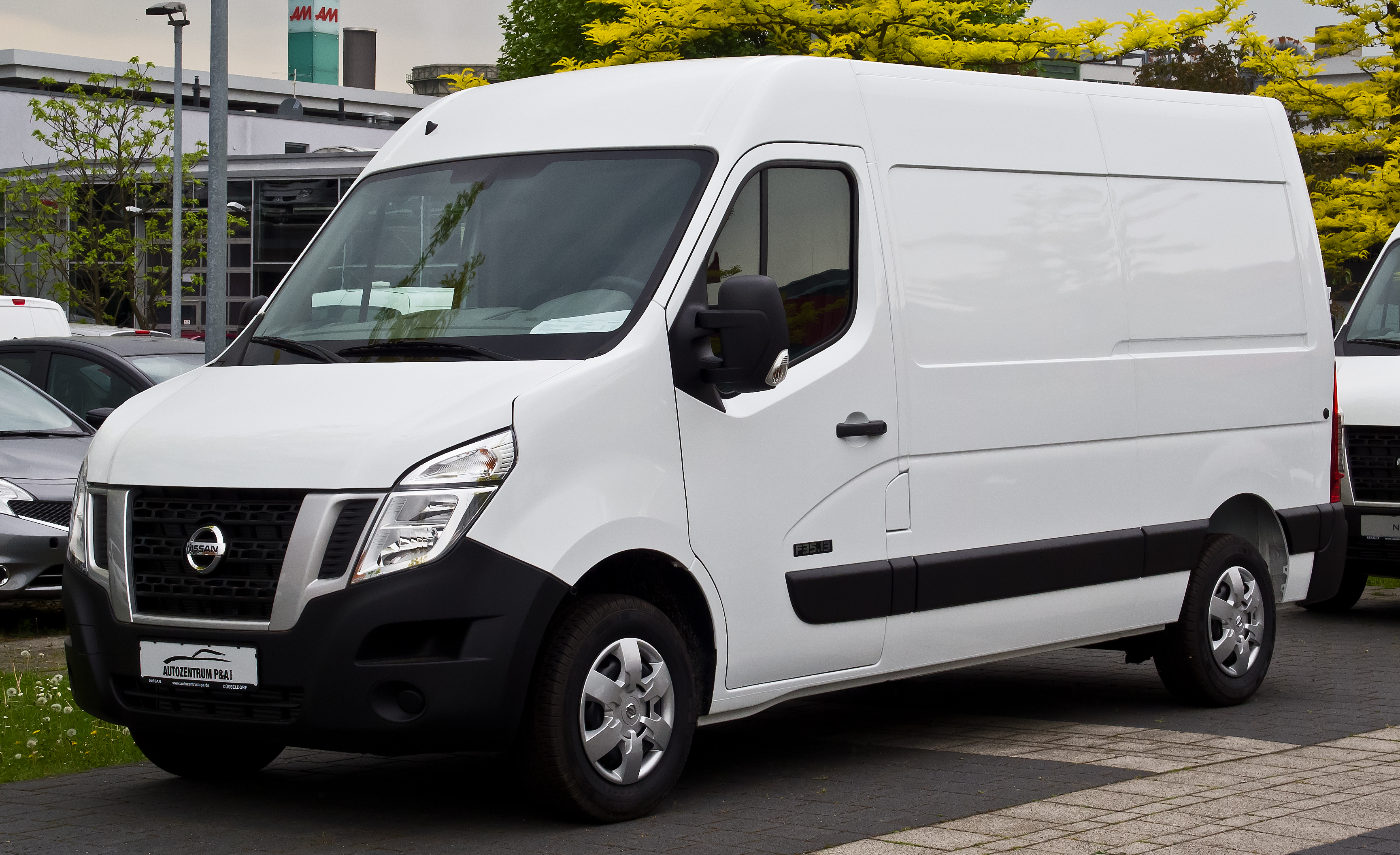
Schwestermodell: Nissan NV400

Modellpflege
Am 15. Mai 2019 hat Opel offiziell das Facelift vorgestellt. Obwohl Opel seit 2017 zum Konkurrenten PSA (Peugeot, Citroën) gehört und der kleinere Bruder Vivaro C schon eine PSA-Plattform hat, entschloss sich Opel, beim Movano die Kooperation mit Renault fortzuführen.
Folgendes wurde bei der Modellpflege erneuert:
- Neue Front
- Der leistungsstärkste Motor hat jetzt 132 kW (180 PS)
- Neue Scheinwerfer (nun LED-Tagfahrlicht)
- Neues Armaturenbrett
- Ein ausziehbares Tischbrett auf der Beifahrerseite (gegen Aufpreis)
- Neues Infotainment
- Kabelloses Laden von Smartphones (gegen Aufpreis)
- Infotainment ist optional Android Auto und CarPlay fähig
- Neue Assistenzsysteme (z. B. Toter-Winkel-Warner, Seitenwindassistent)
- Elektrische Servolenkung
- Alle Motoren erfüllen die Abgesnorm Euro 6d-TEMP

Ab Juli 2019 war das Facelift bestellbar und wurde zum vierten Quartal 2019 ausgeliefert. Die „Combi“ genannte Version (ein Personenfahrzeug mit bis neun Sitzen) ist erst seit Oktober 2019 bestellbar.
Die Kastenwagen und Doppelkabine Version wird seit dem Facelift als Movano Cargo angeboten.

### Technische Daten
Seit dem Facelift 2019 wird der Movano nur noch mit 6-Gang-Schaltgetriebe angeboten.
| Modell                                        | 2.3 CDTI Turbo        | 2.3 CDTI Turbo        | 2.3 CDTI Turbo                              | 2.3 CDTI Turbo        | 2.3 Turbo             | 2.3 CDTI Turbo                              | 2.3 CDTI BiTurbo Start/Stop | 2.3 Turbo             | 2.3 Turbo             | 2.3 CDTI BiTurbo Start/Stop                 | 2.3 Turbo             |
| Jahre                                         | 2010–2019             | 2010–2019             | 2010–2019                                   | 2010–2021             | 2019–2021             | 2010–2021                                   | 2010–2019                   | 2019–2021             | 2019–2021             | 2010–2019                                   | 2019–2021             |
| Zylinderzahl                                  | 4                     | 4                     | 4                                           | 4                     | 4                     | 4                                           | 4                           | 4                     | 4                     | 4                                           | 4                     |
| Hubraum (cm³)                                 | 2298                  | 2298                  | 2298                                        | 2298                  | 2298                  | 2298                                        | 2298                        | 2298                  | 2298                  | 2298                                        | 2298                  |
| Max. Leistung (kW/PS)                         | 74/100 bei 3500       | 81/110 bei 3500       | 92/125 bei 3500                             | 96/130 bei 4000       | 100/136 bei 3500      | 107/146 bei 3500                            | 107/146 bei 3500            | 110/150               | 119/163               | 125/170 bei 4750–6000                       | 132/180               |
| Max. Drehmoment (Nm)                          | 285 bei 1250–2000     | 285 bei 1250–2000     | 310 bei 1250/1500–2500                      | 285 bei 1250–2000     | 360 bei 1500          | 350 bei 1500–2750                           | 350 bei 1500–2750           | 350 bei 1500          | 380 bei 3500          | 350 bei 1500–2750                           | 400 bei 1500          |
| Höchstgeschwindigkeit (km/h)                  | 134                   | 139                   | 143                                         | 143                   | 150                   | 140–149                                     | 151                         | 155                   | 160                   | 152–161                                     | 163                   |
| Getriebe (Serienmäßig)                        | 6-Gang-Schaltgetriebe | 6-Gang-Schaltgetriebe | 6-Gang-Schaltgetriebe oder 6-Gang-Automatik | 6-Gang-Schaltgetriebe | 6-Gang-Schaltgetriebe | 6-Gang-Schaltgetriebe oder 6-Gang-Automatik | 6-Gang-Schaltgetriebe       | 6-Gang-Schaltgetriebe | 6-Gang-Schaltgetriebe | 6-Gang-Schaltgetriebe oder 6-Gang-Automatik | 6-Gang-Schaltgetriebe |
| Beschleunigung (0–100 km/h) (nicht ermittelt) | —                     | —                     | —                                           | —                     | —                     | —                                           | —                           | —                     | —                     | —                                           | —                     |
| Verbrauch kombiniert (l/100 km)               | 7,5–8,6               | 7,7–7,9               | 7,7–9,9                                     | 7,7–7,9               | 7,2–6,7               | 8,5–9,9                                     | 6,9–7,2                     | k. A.                 | 8,6–8,1               | 7,0–7,5                                     | 6,8–6,7               |

## Movano C (seit 2021)
Im Januar 2021 fusionierten die Groupe PSA, der auch Opel angehörte, und Fiat Chrysler Automobiles zum Stellantis-Konzern. Da Fiat schon gemeinsam mit Citroën und Peugeot den Transporter Ducato/Jumper/Boxer im Programm hatte, lag es nahe, diesen künftig auch als Movano zu verkaufen. Im Mai 2021 präsentierte Opel schließlich den neuen Movano, der erstmals auch mit einem batterieelektrischen Antrieb als Opel Movano-e erhältlich ist. Eine überarbeitete Version debütierte im Oktober 2023.

### Movano Hydrogen
Auf der Nutzfahrzeug-IAA im September 2024 präsentierte Opel den Movano Hydrogen. Er hat neben dem Elektromotor und einem 11-kWh-Akku, der extern aufgeladen werden kann, eine Wasserstoff-Brennstoffzelle. Das Fahrzeug verwendet dementsprechend zwei Energiespeicher und hat deshalb eine hybride Stromversorgung.

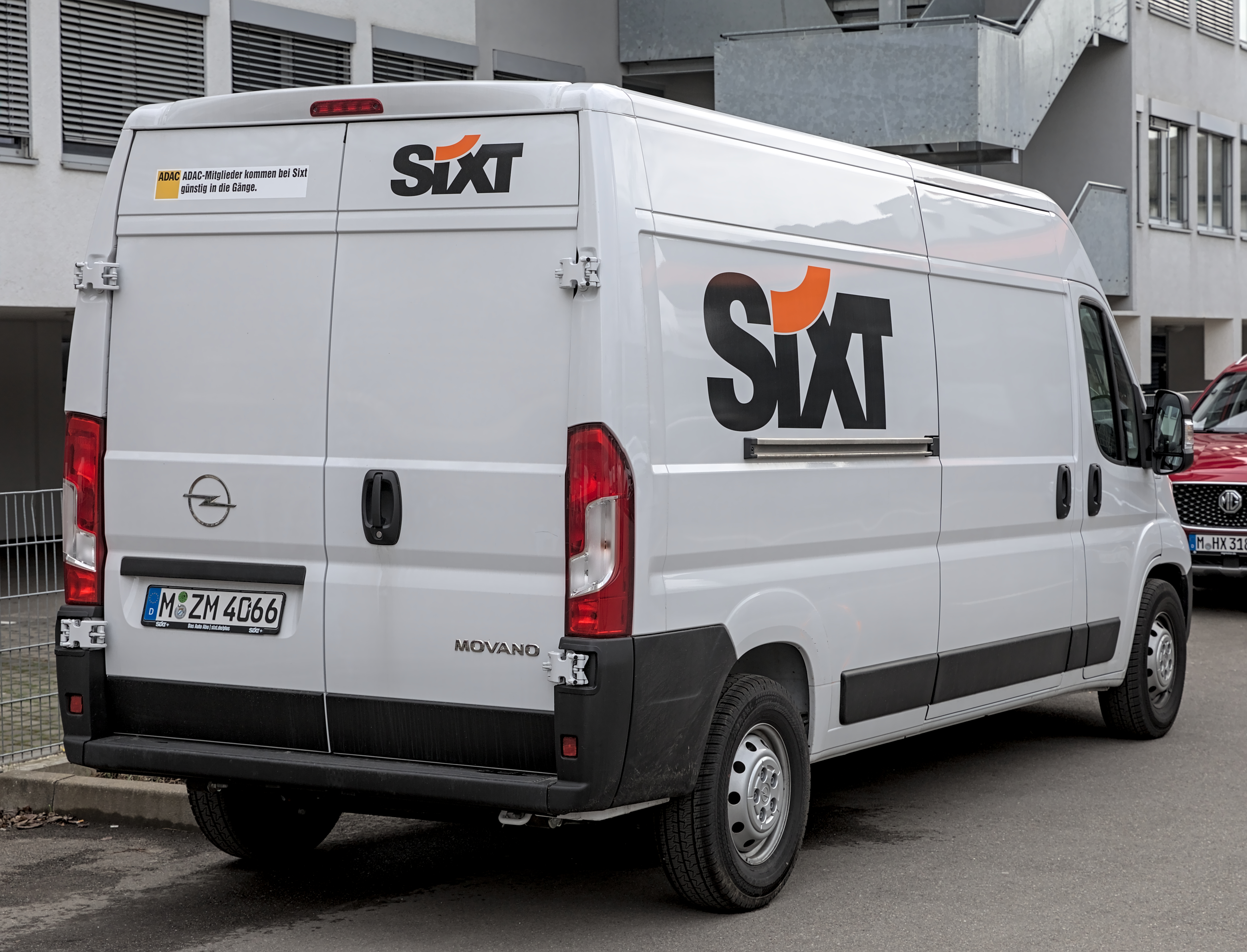
Heckansicht
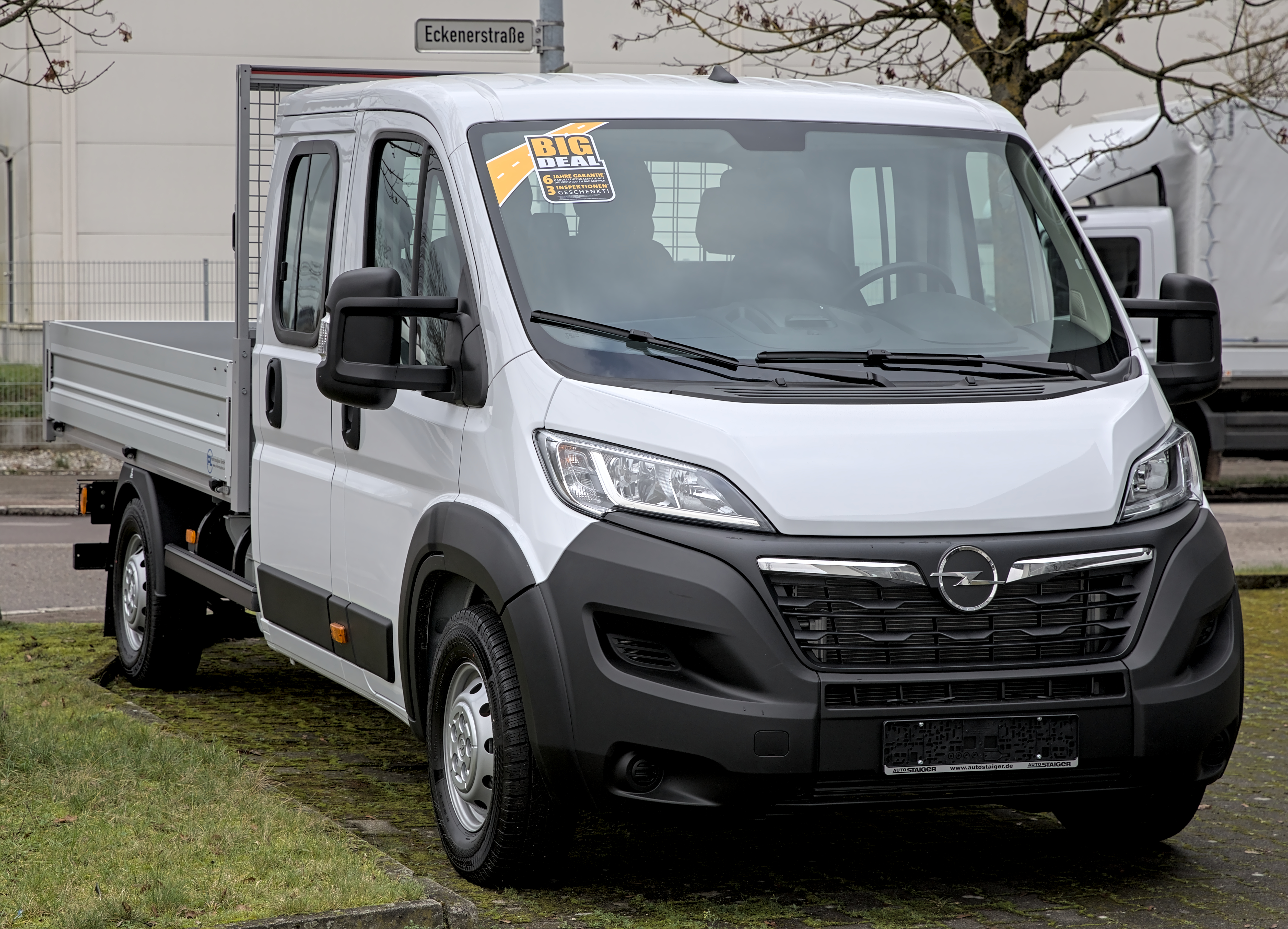
Opel Movano Pritschenwagen
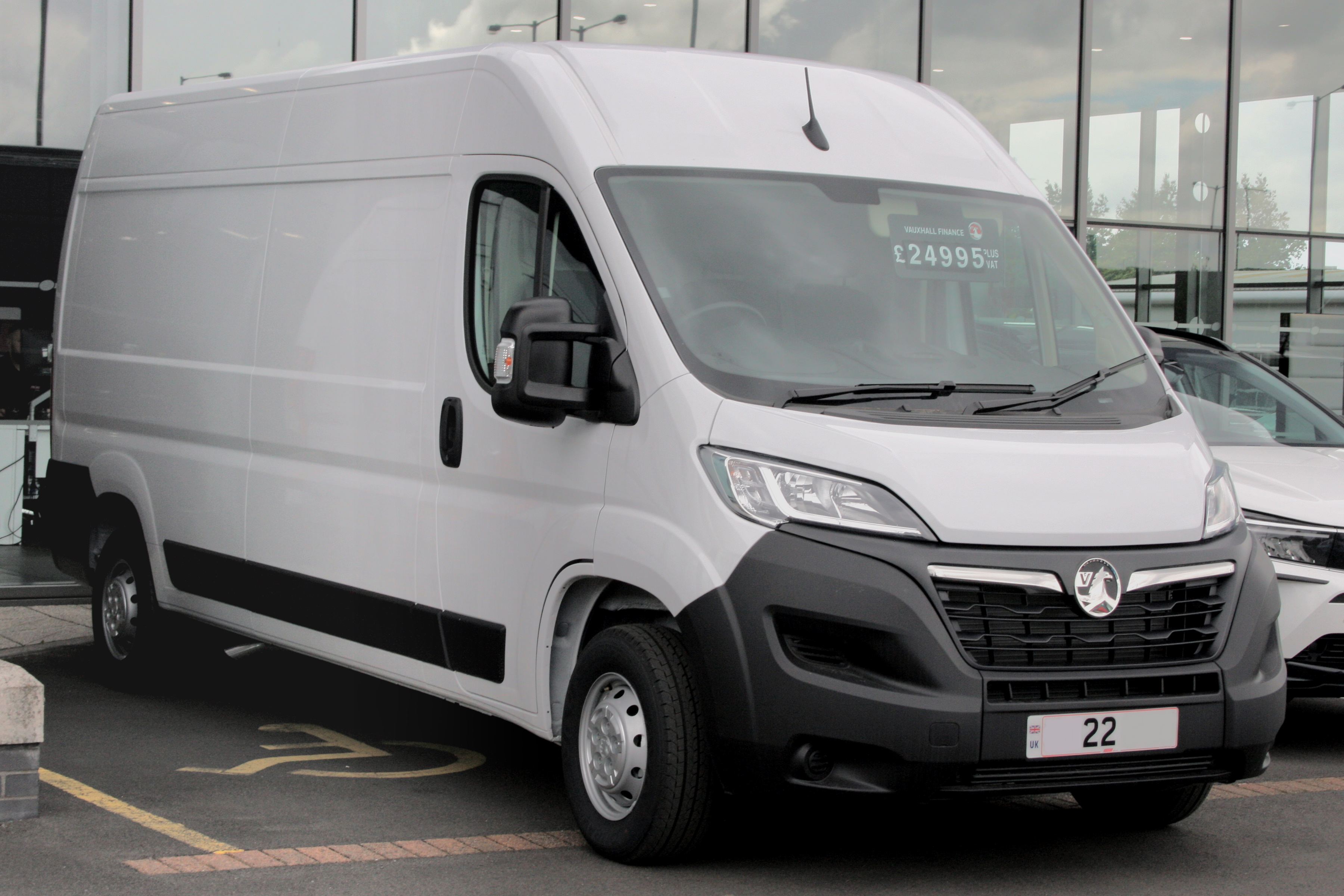
Vauxhall Movano (2021–2023)
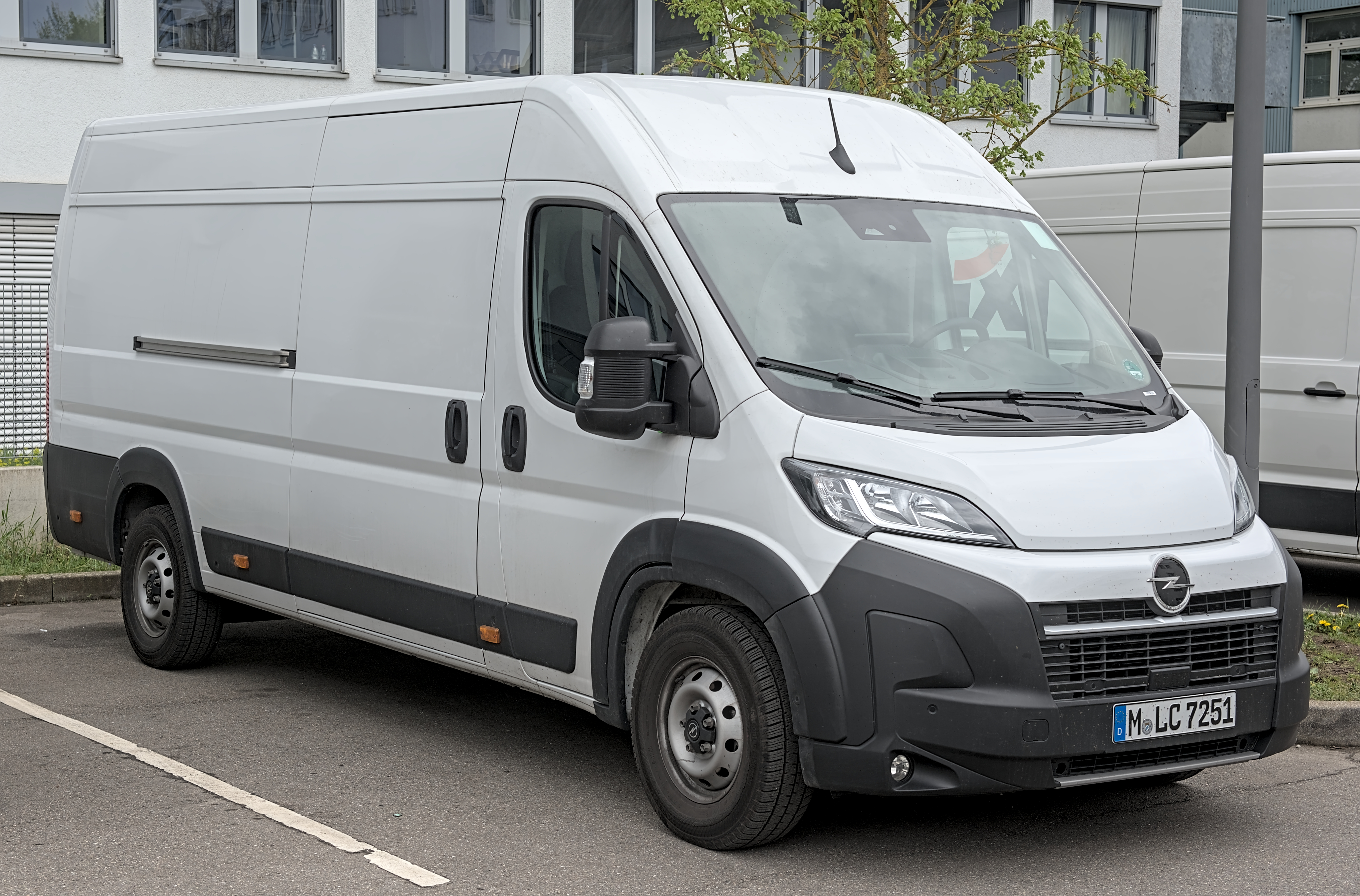
Opel Movano C (seit 2023)
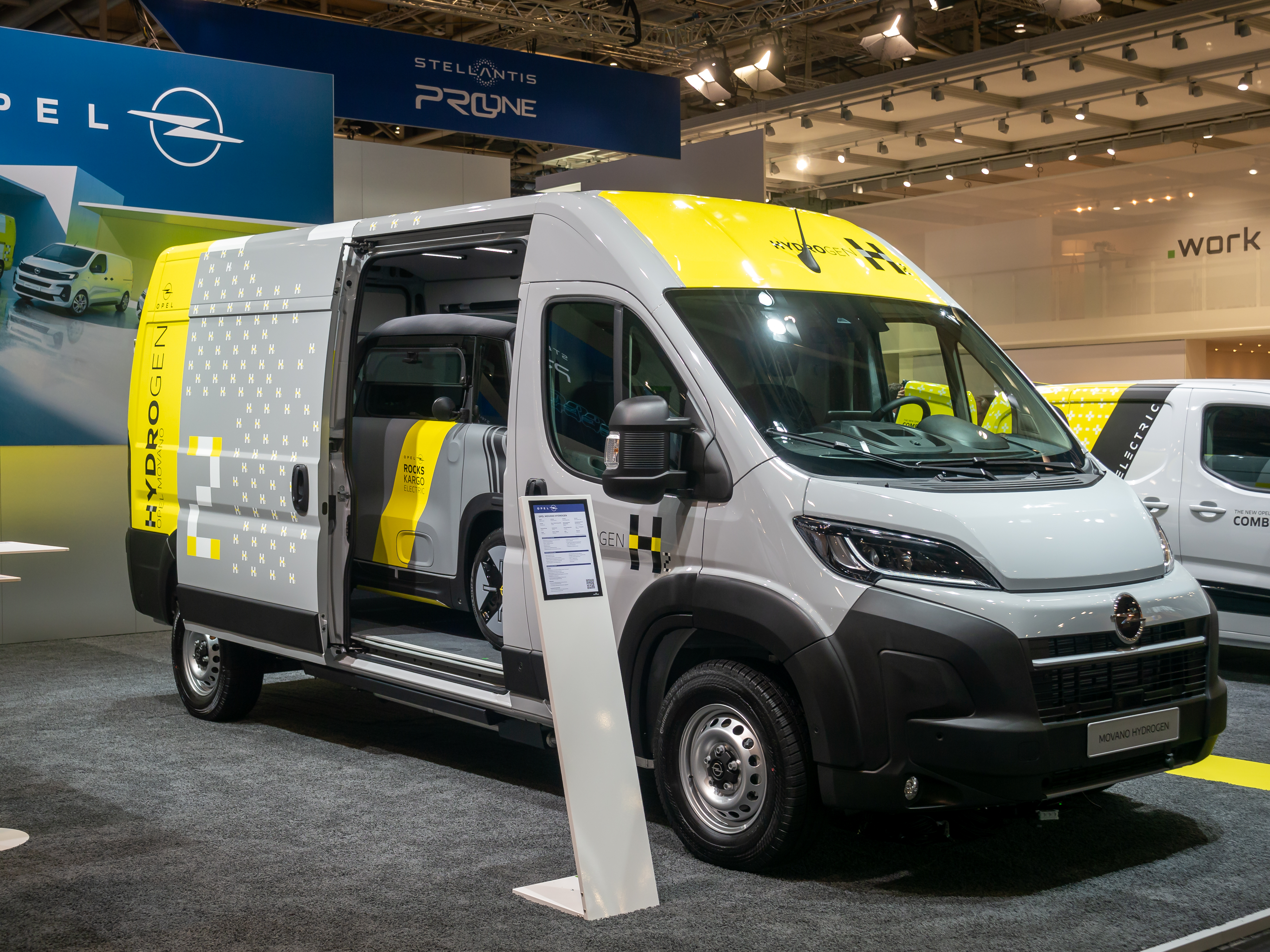
Opel Movano Hydrogen auf der IAA 2024